# Generální tajemník ústředního výboru Komunistické strany Číny
Generální tajemník ústředního výboru Komunistické strany Číny (čínsky v českém přepisu čung-kuo kung-čchan-tang čung-jang wej-jüan-chuej cung-šu-ťi, pchin-jinem zhōngguó gòngchǎndǎng zhōngyāng wěiyuánhuì zǒngshūjì, znaky zjednodušené  中国共产党中央委员会总书记, tradiční  中國共產黨中央委員會總書記) je od roku 1982 nejvyšším představitelem Komunistické strany Číny a držitel funkce bývá obvykle považován za nejvyššího vůdce Číny.
Podle stanov Komunistické strany Číny je generální tajemník volen ústředním výborem z členů stálého výboru politbyra. Od 90. let 20. století bývá držitel funkce, s výjimkou přechodných období, také předsedou ústředních vojenských komisí (stranické a státní), tedy nejvyšším velitelem Čínské lidové osvobozenecké armády. Jeho funkční období je 5 let, počet za sebou následujících období není omezen.

## Tajemník
V současnosti funkci zastává Si Ťin-pching. Úřadu se ujal 15. listopadu 2012 a znovu byl zvolen 25. října 2017.

## Historie
Úřad generálního tajemníka (cung-šu-ťi) ústředního (výkonného) výboru, jakožto nejvyššího představitele KS Číny, byl zřízen poprvé roku 1925, IV. sjezdem strany, zvolen jím byl tehdejší vůdce komunistů Čchen Tu-siou, který do té doby stál v čele strany jako tajemník prozatímního výboru (1921–1922) a předseda ústředního výkonného výboru (1922–1925). Čchen Tu-siou byl znovuzvolen i po V. sjezdu v dubnu/květnu 1927, ale už v červenci 1927 byl zbaven funkce; v čele strany pak od srpna 1927 stál Čchü Čchiou-paj jako předseda prozatímního politbyra. Novým generálním tajemníkem ústředního výboru se stal Siang Ču-fa zvolený v červenci 1928 po VI. sjezdu. Siang Ču-fa vykonával funkci tři roky, než byl v červnu 1931 zatčen a popraven kuomintangskými úřady. Nový generální tajemník pak již nebyl vybrán, v čele strany stáli Čchin Pang-sien (září 1931 – únor 1935) a Čang Wen-tchien (únor 1935 – listopad 1938) „pověřeni celkovým řízením“ (总负责人, cung fu-ce-žen) ústředního výboru. V listopadu 1938 převzal celkové řízení politbyra a ÚV Mao Ce-tung, od března 1943 jako předseda sekretariátu a politbyra, resp. od roku 1945 jako předseda ústředního výboru.
S odlišnými pravomocemi byl úřad generálního tajemníka zřízen VIII. sjezdem v září 1956. Tehdy byl generální tajemník ale postaven do čela sekretariátu ÚV, vzniklého rozšířením dosavadního úřadu vedoucího sekretariátu/kanceláře (mi-šu-čang) ústředního výboru. Generální tajemník sekretariátu ÚV tak nestál v čele strany, ale vedl sekretariát ÚV, který od roku 1956 fungoval jako výkonný orgán politbyra a stálého výboru zajišťující plnění jejich usnesení a rozhodující v běžných záležitostech v rámci politik určených politbyrem a stálým výborem. Funkci generálního tajemníka sekretariátu vykonával Teng Siao-pching. Za kulturní revoluce byl roku 1967 Teng Siao-pching donucen vzdát se politické činnosti, sekretariát přerušil práci a roku 1969 byl IX. sjezdem zrušen.
Funkce generálního tajemníka sekretariátu byla opět zřízena v únoru 1980 s analogickými kompetencemi jako v letech 1956–1967; generálním tajemníkem sekretariátu byl od února 1980 Chu Jao-pang, který od června 1981 současně zaujal funkci předsedy ÚV. Po zrušení funkcí předsedy a místopředsedů ústředního výboru XII. sjezdem v září 1982 Chu Jao-pang zůstal nejvyšším představitelem strany v nově zřízené funkci generálního tajemníka ústředního výboru.
Chu Jao-pang byl funkce generálního tajemníka zbaven v lednu 1987, jeho nástupcem se stal Čao C’-jang. Od XIII. sjezdu v říjnu/listopadu 1987 již generální tajemník ÚV není počítán mezi členy sekretariátu, který od té doby řídí nejvýše postavený z tajemníků sekretariátu (první či výkonný tajemník). Čao C’-jang držel úřad generálního tajemníka ÚV do června 1989, kdy ho nahradil Ťiang Ce-min. V letech 2002–2012 byl generálním tajemníkem ÚV Chu Ťin-tchao, jeho nástupcem je Si Ťin-pching.

## Seznam generálních tajemníků ústředního výboru
Zde jsou uvedeni jsou pouze držitelé funkce generální tajemník (cung-šu-ťi) ústředního (výkonného) výboru, všichni vrcholní představitelé KS Číny jsou vypsáni v článku Seznam generálních tajemníků a předsedů Komunistické strany Číny.
| Jméno                                                  | Portrét                                                | Narození a úmrtí                                       | Funkční období                                         | Funkční období                                         | Funkční období                                         |
| Jméno                                                  | Portrét                                                | Narození a úmrtí                                       | Nástup do úřadu                                        | Opuštění úřadu                                         | Dny v úřadu                                            |
| Generální tajemník ústředního výkonného výboru KS Číny | Generální tajemník ústředního výkonného výboru KS Číny | Generální tajemník ústředního výkonného výboru KS Číny | Generální tajemník ústředního výkonného výboru KS Číny | Generální tajemník ústředního výkonného výboru KS Číny | Generální tajemník ústředního výkonného výboru KS Číny |
| ------------------------------------------------------ | ------------------------------------------------------ | ------------------------------------------------------ | ------------------------------------------------------ | ------------------------------------------------------ | ------------------------------------------------------ |
| Čchen Tu-siou 陈独秀                                   |                                                        | 1879–1942                                              | 11. ledna 1925                                         | květen 1927                                            | 2 roky, 6 měsíců a 27 dnů                              |
| Generální tajemník ústředního výboru KS Číny           |                                                        |                                                        |                                                        |                                                        |                                                        |
| Čchen Tu-siou 陈独秀                                   |                                                        | 1879–1942                                              | květen 1927                                            | 7. srpna 1927                                          | 2 roky, 6 měsíců a 27 dnů                              |
| Siang Čung-fa 向忠发                                   |                                                        | 1879–1931                                              | 1. července 1928                                       | 24. června 1931                                        | 2 roky, 11 měsíců a 23 dnů                             |
| Chu Jao-pang 胡耀邦                                    |                                                        | 1915–1989                                              | 12. září 1982                                          | 15. ledna 1987                                         | 4 roky, 4 měsíce a 3 dny                               |
| Čao C’-jang 赵紫阳                                     |                                                        | 1919–2005                                              | 15. ledna 1987                                         | 24. června 1989                                        | 2 roky, 5 měsíců a 9 dnů                               |
| Ťiang Ce-min 江泽民                                    |                                                        | * 1926                                                 | 24. června 1989                                        | 15. listopadu 2002                                     | 13 let, 4 měsíce a 22 dnů                              |
| Chu Ťin-tchao 胡锦涛                                   |                                                        | * 1942                                                 | 15. listopadu 2002                                     | 15. listopadu 2012                                     | 10 let                                                 |
| Si Ťin-pching 习近平                                   |                                                        | * 1953                                                 | 15. listopadu 2012                                     | úřadující                                              | 12 let, 4 měsíce a 5 dnů                               |